# 호프먼컵
호프먼 컵(the Hopman Cup)은 폴 맥나미 (Paul McNamee)와 찰리 펜컷(Charlie Fancutt)이 창설한 국제 테니스 단체전 대회이다. 매년 1월 초(경우에 따라 12월 말 시작) 웨스턴 오스트레일리아 주의 퍼스 지역에서 열리며, 각국의 혼성 복식 팀이 참가하여 경쟁한다.

## 기록 및 통계

### 역대 결승 기록
| 국가              | 우승                                   | 준우승                     |
| ----------------- | -------------------------------------- | -------------------------- |
| 미국              | 1997, 2003, 2004, 2006, 2008, 2011 (6) | 1990, 1991, 2001, 2002 (4) |
| 스페인            | 1990, 2002, 2010, 2013 (4)             | 1993, 2007 (2)             |
| 슬로바키아        | 1998, 2005, 2009 (3)                   | 2004 (1)                   |
| 스위스            | 1992, 2001 (2)                         | 1996 (1)                   |
| 독일              | 1993, 1995 (2)                         | 1994 (1)                   |
| 체코              | 1994, 2012 (2)                         | (0)                        |
| 오스트레일리아    | 1999 (1)                               | 1989, 2003 (2)             |
| 체코슬로바키아    | 1989 (1)                               | 1992 (1)                   |
| 남아프리카 공화국 | 2000 (1)                               | 1997 (1)                   |
| 러시아            | 2007 (1)                               | 2009 (1)                   |
| 유고슬라비아      | 1991 (1)                               | (0)                        |
| 크로아티아        | 1996 (1)                               | (0)                        |
| 프랑스            | (0)                                    | 1998, 2012 (2)             |
| 세르비아          | (0)                                    | 2008, 2013 (2)             |
| 우크라이나        | (0)                                    | 1995 (1)                   |
| 스웨덴            | (0)                                    | 1999 (1)                   |
| 태국              | (0)                                    | 2000 (1)                   |
| 아르헨티나        | (0)                                    | 2005 (1)                   |
| 네덜란드          | (0)                                    | 2006 (1)                   |
| 영국              | (0)                                    | 2010 (1)                   |
| 벨기에            | (0)                                    | 2011 (1)                   |

- 연속 우승
  - 역대: 2회, 미국, 2003~2004년

- 연속 결승 진출
  - 역대: 4회, 미국, 2001~2004

## 같이 보기
- 버스우드 돔 (Burswood Dome)
- 해리 호프먼 Harry Hopman
- 데이비스 컵
- 페드 컵
- 월드 팀 컵